# 274 Filagorija
274 Filagorija (mednarodno ime 274 Philagoria) je asteroid v glavnem asteroidnem pasu.

## Odkritje
Asteroid je odkril avstrijski astronom Johann Palisa 3. aprila 1888 na Dunaju .

## Lastnosti
Asteroid Filagorija obkroži Sonce v 5,31 letih. Njegova tirnica ima izsrednost 0,126, nagnjena pa je za 3,681° proti ekliptiki. Njegov premer je 26,57 km, okoli svoje osi pa se zavrti v 17,96  h .